# 第4號小提琴協奏曲 (海頓)
G大調第4號小提琴協奏曲，作品號Hob. VIIa:4，是约瑟夫·海顿倖存的三首小提琴協奏曲之一。

## 背景
目前，對於此作品是否出自海頓之手的討論未有定見。一般認為，這首曲子的風格較為保守，（即使是海頓所寫，亦）出於海頓早期的創作生涯。
同他的第1號小提琴協奏曲，此曲可能同為埃施特哈齐宮廷樂團的樂團首席Luigi Tomasini所寫。

## 分析
此曲編制為獨奏小提琴、弦樂及數字低音。通常的演奏時間約19分。各樂章之概況如下：
1. 中庸的快板（Allegro moderato）
2. 慢板（Adagio）
3. 終曲：快板（Finale: Allegro）

第一樂章
奏鳴曲式的第一樂章可說平順且略為傷感，句法工整。
第二樂章
中間樂章一如當時的習慣，是歌曲一般的慢板。此樂章的調性在大調、小調間游移。
第三樂章
在「無比親暱、迷人的第二樂章」之後，終曲使人精神為之一振。第三樂章採輪旋奏鳴曲式，富有海頓式的（Haydnesque）特色，同時顯出許多來自卡尔·菲利普·埃马努埃尔·巴赫的影響。

## 外部連結
- 海頓第4號小提琴協奏曲：国际乐谱典藏计划上的乐谱